# Edison Studio
Edison Studio est un groupe de compositeurs et un ensemble de musique électroacoustique qui a été fondé à Rome en 1993.
Il est formé par les compositeurs Mauro Cardi (it), Luigi Ceccarelli, Fabio Cifariello Ciardi (it) et Alessandro Cipriani.

## Reconnaissances
Depuis plus de vingt ans Edison Studio est une réalité dans le domaine de la musique électroacoustique internationale grâce à de nombreux prix et un niveau élevé de reconnaissance (International Computer Music Conference 1993, 1994, 1995, 1997, 1999, 2000, 2001, 2002, 2003, 2008, Concours International de Musique Electroacoustique de Bourges 1996, 1997, 1998, Main Prize Musica Nova 1996, Praga, Prix Ars Electronica 1997, 1998, etc.). Edison Studio a réalisé des productions musicales électroacoustiques pour la Biennale de Venise (2000 et 2001) et pour Festival de Ravenne (1999, 2000, 2004, 2008, 2016, 2017), RomaEuropa Festival 2016, 2017, Moscow Autumn Festival 2012, Redcat Disney/California Institute of the Arts Theater Los Angeles 2005, etc.

## Musiques pour lecinéma muet
Parmi les compositions de Edison Studio on rappellera les spectacles de live cinéma pour les films muets, Les Derniers Jours de Pompéi de Eleuterio Rodolfi, Chantage de Alfred Hitchcock, L'Enfer de Francesco Bertolini, Adolfo Padovan et Giuseppe De Liguoro, Le Cabinet du docteur Caligaride Robert Wiene et Le Cuirassé Potemkine de Sergueï Eisenstein. La Cinémathèque de Bologne, en plus, a commandé à Edison Studio la bande sonore du documentaire En dirigeable sur le champ de bataille exécutée pour la première fois au Festival Il Cinema Ritrovato le 29 juin 2014 à Bologne au Piazza Maggiore.

## Publications sur DVD et CD
En 2005, les maisons discographiques Rai Trade et CNI ont publié le CD Zarbingavec les musiques des compositeurs de Edison Studio créées spécialement pour le percussionniste persan Mahammad Ghavi-Helm.
En plus, en 2007, la maison discographique Auditorium de Milan a publié sur DVD de quatre œuvres audiovisuelles avec les musiques des compositeurs de Edison Studio et les vidéos de Silvia Di Domenico et Giulio Latini.
Les bandes sonores des versions restaurées de L'Enfer, Le Cabinet du docteur Caligari et Le Cuirassé Potemkine ont été publiées par la Cinémathèque de Bologne, dans l’ordre en 2011, en 2016 et en 2017 en version 5.1 multicanale sur DVD dans la collection Il Cinema Ritrovato.

## Discographie
- Zarbing (RTP0090)
- Edison Studio (DVD), vidéo de Giulio Latini et Silvia Di Domenico - Auditorium Edizioni
- Inferno, bande sonore de Edison Studio du film homonyme de Francesco Bertolini, Adolfo Padovan, Giuseppe De Liguoro DVD de la Cineteca di Bologna, collection L'immagine Ritrovata n.10
- Das Cabinet des Dr. Caligari, bande sonore de Edison Studio du film homonyme de Robert Wiene; DVD de la Cineteca di Bologna, collection L'Immagine Ritrovata n.19
- La corazzata Potëmkin, bande sonore de Edison Studio en collaboration avec Vincenzo Core du film homonyme de Sergej Michajlovič Ėjzenštejn; DVD Cineteca di Bologna, collection L'Immagine Ritrovata n.25